# Marcel Ophüls
Marcel Ophüls (1. listopadu 1927 Frankfurt nad Mohanem - 24. května 2025, Lucq-de-Béarn) byl francouzský režisér dokumentárních filmů německého původu.
Je synem filmaře Maxe Ophülse. V roce 1933 jeho rodina emigrovala před Hitlerem do Paříže a v roce 1938 získala francouzské občanství. V letech 1941 až 1950 pobývali v USA, kde Marcel sloužil v americké armádě a studoval na Kalifornské univerzité v Berkeley. Po návratu do Evropy se stal asistentem režisérů Juliena Duviviera a Anatole Litvaka, psal také scénáře a hrál epizodní role. Jako režisér debutoval v roce 1962 jednou z epizod povídkového filmu Láska ve dvaceti letech. V roce 1963 natočil podle předlohy Charlese Williamse komedii Banánová slupka, v níž hráli hlavní role Jean-Paul Belmondo a Jeanne Moreau.
Mezinárodní proslulost mu přinesly dokumentární filmy, v nichž se zabývá druhou světovou válkou a jejím dopadem na evropskou politiku. Natočil filmy Mnichov aneb Mír pro naši dobu o událostech září 1938, Lítost a soucit o životě v okupované Francii, Paměť spravedlnosti o Norimberském procesu a Hotel Konečná stanice o ukrývání válečného zločince Klause Barbieho. Ve filmu Listopadové dny zobrazil pád Berlínské zdi.
V roce 1988 byl za Hotel Konečná stanice oceněn Oscarem pro nejlepší dokument. V roce 2012 získal Řád umění a literatury. V roce 2015 mu byla udělena Kamera Berlinale. Vyšla o něm kniha Marcel Ophüls – Söldner des Dokumentarfilms.